# Жан-Мішель Ларке
Жан-Мішель Ларке (фр. Jean-Michel Larqué, нар. 8 вересня 1947, Бізанос) — французький футболіст, що грав на позиції півзахисника, і тренер.
Виступав, зокрема, за клуб «Сент-Етьєн», у складі якого — семиразовий чемпіон Франції, триразовий володар Суперкубка Франції і п'ятиразовий володар Кубка Франції. Грав за національну збірну Франції.

## Клубна кар'єра
У дорослому футболі дебютував 1965 року виступами за команду клубу «Сент-Етьєн», в якій провів дванадцять сезонів, взявши участь у 321 матчі чемпіонату. Більшість часу, проведеного у складі «Сент-Етьєна», був основним гравцем команди і став співавтором найуспішнішого періоду в історії клубу. Був складовою частиною команди, яка домінувала у французькому футболі з середини 1960-х до середини 1970-х, вигравши сім чемпіонських титулів і п'ять національних кубків.
1977 року прийняв пропозицію очолити команду столичного «Парі Сен-Жермен», на той час середняка французької футбольної першості. Був граючим тренером команди протягом одного сезону, а згодом провів у команді ще один сезон, вже виключно як гравець, після чого вирішив завершити футбольну кар'єру.
1981 року повернувся до тренерської роботи, протягом сезону працював з паризьким «Расінгом». Того ж сезону одного разу виходив на поле у складі своєї команди.

## Виступи за збірні
1968 року  захищав кольори олімпійської збірної Франції, був учасником футбольного турніру на тогорічних Олімпійських іграх.
1969 року дебютував в офіційних матчах у складі національної збірної Франції. Протягом кар'єри у національній команді, яка тривала 8 років, провів у формі головної команди країни 16 матчів, забивши 2 голи.

## Титули і досягнення
- Чемпіон Франції (7):

«Сент-Етьєн»: 1966-1967, 1967-1968, 1968-1969, 1969-1970, 1973-1974, 1974-1975, 1975-1976
- Володар Суперкубка Франції (3):

«Сент-Етьєн»: 1967, 1968, 1969
- Володар Кубка Франції (5):

«Сент-Етьєн»: 1967-1968, 1969-1970, 1973-1974, 1974-1975, 1976-1977